# Чиршкасы (Мариинско-Посадский район)
 Чиршкасы́  (чув. Чăрăшкасси) — деревня в Мариинско-Посадском муниципальном округе Чувашской Республики. С 2004 до 2023 года входила  в состав Первочурашевского сельского поселения.

## География
Находится в северо-восточной части Чувашии, на расстоянии приблизительно 17 км на юг по прямой от районного центра — города Мариинский Посад.

## История
Известна с 1858 года, когда здесь проживало 139 человек. В 1897 году было учтено 198 жителей, в 1926 году — 65 дворов, 281 житель, в 1939 — 297 жителей, в 1979 — 294. В 2002 году было 63 двора, в 2010 — 59 домохозяйств. В 1931 году образован колхоз «Социализм», в 2010 году действовал СХПК «Звезда».

## Название
Название произошло от чув. чăрăш «ель» + касы/касси «улица, околоток».— Географические названия Чувашской Республики

## Население
| 2010 | 2012 |
| ---- | ---- |
| 144  | ↗158 |

Постоянное население составляло 171 человек (чуваши 100 %) в 2002 году, 144 в 2010.

## Инфраструктура
Памятники и памятные места
Обелиск погибшим воинам Великой Отечественной войны (ул. Первомайская).